# 陳迪 (天順進士)
陳迪（1423年—？），字元吉，貴州赤水衛人，明朝政治人物。進士出身。

## 生平
雲南鄉試第十三名。天順元年（1457年）丁丑科會試第二百九十九名，殿試登進士第二甲第三十八名。歷官監察御史，正色立朝，為時所重。卒於官。

## 家族
曾祖陳新緝。祖父陳仕信。父亲陳鑑。